# Beyoncé: The Ultimate Performer
Beyoncé: The Ultimate Performer es un DVD en vivo de la cantante estadounidense Beyoncé Knowles, lanzado el 26 de noviembre de 2006. El DVD contiene material exclusivo y conciertos que se llevaron a cabo en Francia, Japón, Reino Unido y Nueva York. Este se relanzó el 31 de octubre de 2010.

## Contenido del DVD
- Interpretaciones:[4][5]

1. «Irreplaceable» & «Ring the Alarm» (en vivo desde Budokan, Japan)
2. «Déjà Vu» & «Crazy in Love» (en vivo desde Robin Hood Benefit, NYC)
3. "Interview & Performance (en vivo desde Good Morning America)
4. «Baby Boy» & «Naughty Girl» (en vivo desde Cipriani Wall Street Serires)
5. «Dangerously in Love 2» (en vivo desde Wembley)

- Características especiales del DVD

1. Photo Shoots
2. The making of «Ring The Alarm»
3. «Ring The Alarm» (video musical)

### Relanzamiento (2010)
1. «Déjà Vu»
2. «I Want You Back»
3. «Crazy in Love»
4. «Ring the Alarm»
5. «Say My Name»
6. «Survivor»
7. «Irreplaceable»
8. «Baby Boy»
9. «Naughty Girl»
10. «Proud Mary»
11. «Dangerously in Love»

- Fuente:[3]

## Lista de posicionamientos
| Lista (2010)          | Posición |
| --------------------- | -------- |
| FIMI DVD Chart Italia | 13       |
| Top DVD España        | 17       |